# When They See Us
When They See Us è una miniserie televisiva drammatica statunitense, creata e diretta da Ava DuVernay per la piattaforma Netflix.
La serie documenta il caso della jogger di Central Park, che nel 1989 fu aggredita durante l'allenamento all'interno del noto parco di New York. In seguito all'accaduto, cinque giovani, di cui quattro neri e uno ispanico, furono condannati per il reato, anche se mancavano le prove della loro colpevolezza e poi scagionati in seguito alla confessione del vero colpevole, nel 2002.

## Trama
La vicenda si basa sugli eventi legati al caso della jogger di Central Park, avvenuto nel 1989, e descrive le vite dei sospetti accusati dell'aggressione e delle loro famiglie. Una volta arrestati, i cinque giovani, Kevin Richardson, Antron McCray, Yusef Salaam, Korey Wise e Raymond Santana, vengono prima interrogati separatamente, in pratica costretti a confessare in video la propria colpevolezza e, successivamente, divisi dal pubblico ministero in due gruppi per il processo.
Ciascuno di loro viene condannato dalla rispettiva giuria di varie accuse relative all'assalto, ma solo in quattro sono ritenuti colpevoli dello stupro. La condanna prevede il massimo della pena consentito per i minori, mentre Korey Wise, il quale all'epoca del crimine imputatogli aveva 16 anni, viene detenuto in strutture per adulti per scontare la pena prevista.
Nel 2002, grazie alla confessione del vero assalitore, Matias Reyes, e per merito della conferma delle prove del DNA e di ulteriori indizi compresi nell'indagine dell'ufficio del procuratore distrettuale, il tribunale annulla le condanne dei cinque uomini. Lo Stato ritira tutte le accuse contro di loro e di conseguenza li rimuove dal registro dei trasgressori sessuali.

## Promozione
Il trailer della miniserie è stato pubblicato il 1º marzo 2019.

## Distribuzione
La miniserie è stata interamente pubblicata su Netflix il 31 maggio 2019.

## Riconoscimenti
- 2019 – Premi Emmy[3]
  - Miglior attore protagonista in una miniserie o film per la televisione a Jharrel Jerome
  - Candidatura per la miglior miniserie
  - Candidatura per la miglior attrice protagonista in una miniserie o film per la televisione a Aunjanue Ellis
  - Candidatura per il miglior attore protagonista in una miniserie o film per la televisione a Niecy Nash
  - Candidatura per il miglior attore non protagonista in una miniserie o film per la televisione a Asante Blackk
  - Candidatura per il miglior attore non protagonista in una miniserie o film per la televisione a John Leguizamo
  - Candidatura per il miglior attore non protagonista in una miniserie o film per la televisione a Michael Kenneth Williams
  - Candidatura per la miglior attrice non protagonista in una miniserie o film per la televisione a Marsha Stephanie Blake
  - Candidatura per la miglior attrice non protagonista in una miniserie o film per la televisione a Vera Farmiga
  - Candidatura per il miglior regista di una miniserie o un film per la televisione a Ava DuVernay
  - Candidatura per la miglior sceneggiatura di una miniserie o film per la televisione a Ava DuVernay e Michael Starrbury
- 2019 - Gotham Independent Film Awards[4]
  - Miglior serie rivelazione - formato lungo